# Planktothrix rubescens
Planktothrix rubescens је нитаста, слатководна цијанобактерија која припада реду Oscillatoriales.

## Опис
Успева у широком спектру водених тела, укључујући језера, акумулације и баре где може да доведе до цветања воде. Цветање P. rubescens може представљати озбиљну претњу услугама воденог екосистема утичући на квалитет воде, биодиверзитет, здравље дивљих животиња и људских популација. Ћелије су скоро изодијаметралне и дугачке 2–4 µm са великим количинама фикоеритрина и бројним аеротопима. Апикалне ћелије (ћелије које расту), зване калиптре, су обично заобљене. P. rubescens је важна врста у бројним дубоким језерима у Европи, једна од најпроучаванијих нитастих цијанобактерија, чак је неки аутори називају и инжењером екосистема.

## Синоними
Oscillatoria rubescens De Candolle ex Gomont 1892

## Списак референци
1. ↑  „https://link.springer.com/article/10.1007/s10750-025-05818-0”. Спољашња веза у |title= (помоћ)
2. ↑  „https://link.springer.com/article/10.1007/s10750-025-05818-0”. Спољашња веза у |title= (помоћ)
3. ↑  „https://link.springer.com/article/10.1007/s10750-025-05818-0”. Спољашња веза у |title= (помоћ)